# Onthophagus yeyeko
Onthophagus yeyeko är en skalbaggsart som beskrevs av Matthews 1972. Onthophagus yeyeko ingår i släktet Onthophagus och familjen bladhorningar. Inga underarter finns listade i Catalogue of Life.